# Sciurus sanborni
Sciurus sanborni är en däggdjursart som beskrevs av Wilfred Hudson Osgood 1944. Sciurus sanborni ingår i släktet trädekorrar, och familjen ekorrar. IUCN kategoriserar arten globalt under kunskapsbrist. Inga underarter finns listade i Catalogue of Life.

## Beskrivning
Arten är en liten ekorre med omönstrad, olivbrun päls på ovansidan, ljust gråbruna ringar kring ögonen och områden kring munnen, långa, gleshåriga öron med vita till gråbruna fläckar bakom öronfästena, gulaktiga fötter samt vit till blekt orange buksida. Kroppslängden är 31 till 36 cm, inklusive den 16 till 18,5 cm långa svansen.

## Utbredning
Denna ekorre förekommer i sydöstra Peru i regionen Madre de Dios.

## Ekologi
Sciurus sanborni är en dagaktiv trädekorre som lever både i låglänt regnskog och i mer höglänt skog på 300 till 580 meters höjd med en fri höjd till lövverket på ungefär 40 meter. Den tros söka föda på marken och de lägre grenarna.